# میرآباد (زیرکوه)
میراباد(زیرکوه) میرآباد روستایی در دهستان شاسکوه بخش شاسکوه شهرستان زیرکوه استان خراسان جنوبی ایران است. بر پایه سرشماری عمومی نفوس و مسکن در سال ۱۳۹۰ جمعیت این روستا ۴۲۳ نفر (در ۱۱۲ خانوار) بوده است.
روستای میراباد در استان خراسان جنوبی واز توابع شهرستان زیرکوه می باشد این روستا در بخش شاسکوه واقع شده وفاصله ان تا مرکز بخش 8کیلومتر می باشد .112خانوار ساکن روستا هستند که به کار کشاورزی مشغولند ناگفته نماندبراثر زلزله سال 1376سه رشته قنات کشاورزی روستا کاملا خشکیده